# بول مونتانا
بول مونتانا (بالإيطالية: Luigi Montagna)‏ (بالإنجليزية: Bull Montana)‏ هو مصارع محترف وممثل إيطالي وأمريكي، ولد في 16 مايو 1887 في فوغيرا في إيطاليا، وتوفي في 24 يناير 1950 في لوس أنجلوس في الولايات المتحدة.

## أعمال

### أفلام
- (1920) جزيرة الكنز
- (1921) حظ سيئ
- (1925) العالم المفقود
- (1926) ابن الشيخ

## وصلات خارجية
- بول مونتانا على موقع CageMatch worker (الإنجليزية)
- بول مونتانا على موقع عالم المصارعة على الإنترنت (الإنجليزية)

- بول مونتانا على موقع IMDb (الإنجليزية)
- بول مونتانا على موقع ألو سيني (الفرنسية)
- بول مونتانا على موقع أول موفي (الإنجليزية)
- بول مونتانا على موقع قاعدة بيانات الأفلام السويدية (السويدية)
- بول مونتانا على موقع قاعدة بيانات الفيلم (الإنجليزية)
- بول مونتانا على موقع كينوبويسك (الروسية)